# Matamba
Das Königreich Matamba war ein vorkolonialer afrikanischer Staat am Fluss Kwango in der heutigen Region Baixa de Cassanje in der Provinz Malanje in Angola. Das mächtige Königreich leistete lange Widerstand gegen portugiesische Kolonialisierungsversuche. Erst Ende des 19. Jahrhunderts wurde es in Angola eingegliedert. Besonders häufig gab es weibliche Herrscher. Die bedeutendste Herrscherin war Nzinga von Ndongo und Matamba.

## Geschichte
Das Königreich Matamba wurde vor dem 16. Jahrhundert gegründet und bis ca. 1550 von dem Kongoreich dominiert. Unter Königin Nzinga wurde ein Krieg gegen die Portugiesen geführt, der 1656 beendet wurde. Nach ihrem Tod folgte 1666 ein Bürgerkrieg, den Nachfahren von Nzingas General João Guterres Ngola Kanini gewannen. Es folgten kurzfristige Grenzstreitigkeiten mit dem Nachbarreich Kasanje um Gebiete am Kwango, bis Königin Verónica Guterres Ngola Kanini die Grenzen eindeutig festlegte. In der Folgezeit waren die Beziehungen zu Portugal zumeist friedlich, obwohl es auch kurze Kriegsphasen gab. 1744 schlugen die Portugiesen eine Armee des Königreiches, das somit quasi zum Vasallenstaat Portugals wurde und 1767 kurzzeitig in zwei Teile geteilt wurde. Seit den 1830er Jahren trat Matamba wieder vermehrt in den Fokus der Portugiesen, die Gebiete für ihre Kaffeeplantagen erobern wollten. Es konnte jedoch auch in den 1890er Jahren die portugiesische Expansion nicht stoppen und wurden daher bald darauf ebenfalls in deren Reich integriert.

## Weiteres
Der Freizeitpark Phantasialand in Brühl (Rheinland) eröffnete am 23. August 2008 das Hotel Matamba, das nach dem Königreich benannt wurde.